# Nydala, Mönsterås kommun
Nydala är en bebyggelse, belägen vid Mönsteråsviken i Mönsterås socken i Mönsterås kommun. Mellan 2015 och 2020 avgränsade SCB här en småort.